# マッド・ファット・ワイフ
『マッド・ファット・ワイフ』（原題: Norbit）は、2007年のアメリカ合衆国のコメディ映画。エディ・マーフィが主人公（大人）・妻・老父の三役を演じた。日本劇場未公開。
エディ・マーフィが第28回ゴールデンラズベリー賞最低主演男優賞、最低助演男優賞、最低助演女優賞を受賞。リック・ベイカーと辻一弘が第80回アカデミー賞メイクアップ賞にノミネートされた。

## キャスト
※括弧内は日本語吹替
- ノービット・ライス / ラスプーシャ・ラティモア / Mr.ウォン - エディ・マーフィ（山寺宏一）
- ケイト・トーマス - タンディ・ニュートン（斎藤恵理）
- ビッグ・ジャック・ラティモア - テリー・クルーズ（廣田行生）
- ブルー・ラティモア - レスター・"ラスタ"・スパイト
- アール・ラティモア - クリフトン・パウエル
- ディオン・ヒューズ - キューバ・グッディング・ジュニア（竹田雅則）
- ポープ・スイート・ジーザス - エディ・グリフィン（檀臣幸）
- ロード・ハヴ・マーシー - カット・ウィリアムズ（多田野曜平）
- バスター - マーロン・ウェイアンズ
- 牧師 - リチャード・ガント（宝亀克寿）
- 犬のロイドの声 - チャーリー・マーフィ